# Костянтин Дескелеску

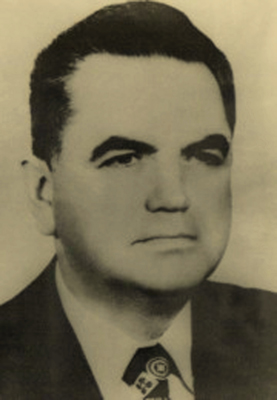
Костянтин Дескелеску

Костянтин Дескелеску (рум. Constantin Dăscălescu; 2 липня 1923, Бряза, Прахова, — 15 травня 2003, Бухарест) — румунський державний діяч, прем'єр-міністр Румунії (1982–1989). Член Румунської комуністичної партії.

## Біографія
Народився в місті Бряза (жудець Прахова)
Закінчив партійну школу в Плоєшті і Бухарестську економічну академію.
Був останнім прем'єр-міністром соціалістичної Румунії.
Після революції 1989 року і розстрілу Ніколае Чаушеску в 1991 році був засуджений до довічного ув'язнення. Через 5 років був випущений з в'язниці за станом здоров'я.
Помер в 2003 році в Бухаресті.

## Джерело
- Constantin Dăscălescu, ultimul vătaf al lui Ceauşescu [Архівовано 27 грудня 2013 у Wayback Machine.]